# Mineral Wells, Texas
Mineral Wells este un oraș situat în comitatul Palo Pinto din statul american  Texas. La recensământul efectuat în anul 2000, orașul avea un total de 16,946 locuitori. Numele orașului se trage de la izvoarele minerale din zonă, foarte populare la începutul secolului XX.
1. ↑  2010 U.S. Gazetteer Files, accesat în 9 iulie 2020